# Stefan Hell
Stefan W. Hell (Arad, Romênia, 23 de dezembro de 1962) é um físico romeno-alemão. É um dos diretores do Instituto Max Planck de Química Biofísica da Sociedade Max Planck em Göttingen, Alemanha. Hell também é diretor do Departamento de Nanoscopia Óptica no Centro de Pesquisa do Câncer da Alemanha (Deutsches Krebsforschungszentrum - DKFZ) em Heidelberg.

## Vida
Stefan Hell frequentou entre 1977 e 1978 o Liceu Nikolaus Lenau em Timișoara, e em 1978 sua família imigrou para a Alemanha. Estudou física a partir de 1981 na Universidade de Heidelberg, obtendo o diploma em 1987, e um doutorado em 1990, orientado por Siegfried Hunklinger, com a tese Abbildung transparenter Mikrostrukturen im konfokalen Mikroskop. Em seguida foi por pouco tempo inventor autônomo.
De 1991 a 1993 trabalhou no Laboratório Europeu de Biologia Molecular, também em Heidelberg, e seguiu com estadias como pesquisador sênior da Universidade de Turku, na Finlândia, entre 1993 e 1996, e como cientista visitante na Universidade de Oxford, Inglaterra, em 1994. Em 1997 ele foi nomeado para o Instituto Max Planck de Química Biofísica em Göttingen, onde ele construiu seu grupo de pesquisa atual dedicada à microscopia, sub-difração de resolução. Em 2002, após a sua nomeação como diretor, ele estabeleceu o departamento de nanobiofotónica.
Stefan W. Hell é creditado por ter concebido, validado e aplicado o primeiro conceito viável para romper a barreira de resolução limitado por difração de Ernst Karl Abbe em um microscópio com foco de luz. Publicou cerca de 200 publicações originais e recebeu vários prêmios, incluindo o Prêmio da Comissão Internacional de Óptica (2000), o Prêmio Pesquisa Carl Zeiss (2002), o "Prêmio de Inovação do Presidente da República Federal da Alemanha" (2006), o Julius Springer Prêmio de Física Aplicada (2007), Prêmio Leibniz (2008), o Prêmio Estadual da Baixa Saxônia (2008), o Prêmio Otto Hahn em Física (2009), o Prêmio Vits Hellmut Ernst (2010), o Prêmio Família Hansen (2011), o Prêmio Körber Europeu da Ciência (2011) e o Prêmio Lise Meitner Gotemburgo 2010/2011.

## Prêmio Nobel de Química de 2014
Em 8 de outubro 2014 Stefan Hell foi distinguido com o Nobel de Química de 2014 pelo desenvolvimento de microscópios em escala nanométrica. Foi "laureado pelo desenvolvimento da microscopia de fluorescência em alta resolução" (Microscopia STED). A partir desta descoberta, os microscópios deixaram de ser limitados por uma resolução que não permitia estudar o universo com mais detalhes. Com isso, tornou-se possível observar os caminhos de moléculas individuais dentro de células vivas, ver a forma como as sinapses surgem entre os neurônios e rastrear proteínas envolvidas em doenças como Parkinson, por exemplo.